# Ujung Pulo Cut
Ujung Pulo Cut is een bestuurslaag in het regentschap Aceh Selatan van de provincie Atjeh, Indonesië. Ujung Pulo Cut telt 462 inwoners (volkstelling 2010).